# Бурлаков Марко Семенович
Марко Семенович Бурлаков (29 грудня 1904, село Зорин Київської губернії, тепер Вишгородського району Київської області — ?) — радянський діяч, в.о. голови Новосибірського облвиконкому.

## Біографія
У 1926—1927 роках — слухач робітничого факультету Київського сільськогосподарського інституту.
З 1927 по 1928 рік служив у Червоній армії. Член ВКП(б) з 1928 року.
У 1928—1935 роках — студент Московського гірничого інституту. 
З 1935 по грудень 1937 року — інженер-економіст, керівник планово-виробничої групи, старший викладач школи майстрів тресту «Кузбасвугілля», викладач політичної економії гірничого технікуму міста Прокоп'євськ Західно-Сибірського краю (Новосибірської області).
З грудня 1937 по квітень 1939 року — голова Новосибірської обласної планової комісії.
4 березня 1939 — 10 січня 1940 року — в.о. голови виконавчого комітету Новосибірської обласної ради.
У 1941—1943 роках служив на політичній роботі в 289-й стрілецькій дивізії Червоної армії, учасник німецько-радянської війни.
З 1943 по 6 червня 1945 року — на відповідальній роботі в Державній плановій комісії Ради народних комісарів СРСР. У липні — листопаді 1946 року працював у Міністерстві державного контролю СРСР.
Подальша доля невідома. На 1985 рік — персональний пенсіонер.

## Нагороди
- орден Вітчизняної війни ІІ ст. (6.04.1985)
- медаль «За оборону Радянського Заполяр'я»
- медаль «За перемогу над Німеччиною у Великій Вітчизняній війні 1941—1945 рр.» (1945)
- медалі